# Kalevauva.fi
Kalevauva.fi là một ban nhạc folk-pop người Thụy Điển với các thành viên ở Helsinki. Ban nhạc đã được biết đến nhiều với các bài hát của họ được giới thiệu trên Internet, với phần lời được tổng hợp độc quyền từ các cuộc thảo luận trên diễn đàn tạp chí Vauva.
Ban nhạc đã từng được thành lập để biểu diễn tại Liên hoan âm nhạc dân gian Kaustinen vào mùa hè năm 2016. Tuy nhiên, sau đó, ban nhạc trở nên nổi tiếng đến mức vẫn tiếp tục sau các lễ hội. Video từ kênh YouTube của ban nhạc có hơn 4,1 triệu lượt xem vào tháng 8 năm 2019.
Ban nhạc đã phát hành hàng chục bài hát độc quyền trên kênh YouTube của họ. Đã có album và 5 đĩa đơn đã được ban nhạc phát hành chính thức. Album được bình chọn là album âm nhạc dân gian của năm bởi tạp chí âm nhạc dân gian 2017, và ban nhạc đã được Vantaa Sanomat bầu chọn là Vantana của năm 2017.

## Tác phẩm

### Studio Album
- Kalevauva.fi (2017)
- SOME FOLK (2020)
- Kaupunkilaulut (2022)

### Single
- - "Mies syö lapsen vanukkaat !!" (2017)
  - "Jyväskylä" (2017)
  - "Vantaa" (2017)
  - "Kouvola" (2018)
  - "Nykymusiikki on niin kamalaa" (feat. VG+ ja Mira Luoti) (2018)
  - "Lomalle lompsis #kiitollinensiunattuonnellinen" (2019)
  - "Sorvin ääreen #oravanpyörä" (2019)
  - "Joulustressi" (2019)
  - "Annatteko lastenne leikkiä vuokratalojen lasten kanssa?" (2020)

### Hợp tác
- Anh em Teflon - "Juhannussimaa" (2019)